# Arapaima agassizii
Az Arapaima agassizii a sugarasúszójú halak (Actinopterygii) osztályának elefánthalak (Osteoglossiformes) rendjébe, ezen belül az Arapaimidae családjába tartozó faj.

## Előfordulása
Az Arapaima agassizii előfordulási területe Dél-Amerika. A holotípust az Amazonas brazíliai szakaszban fogták ki.

## Megjelenése
A felső állcsontján (maxilla) 43 fog ül.

## Életmódja
Trópusi és édesvízi halfaj, amely élőhelyének a nyíltabb, azonban a mélyebb részein él.